# حمزة زكار
حمزة زكار هو لاعب كرة قدم تونسي في مركز الدفاع، ولد في 14 أغسطس 1986. لعب مع الترجي الرياضي التونسي ونادي الملعب التونسي.

## وصلات خارجية
- حمزة زكار على موقع قاعدة بيانات كرة القدم.إي يو (الإنجليزية)
- حمزة زكار على موقع Soccerway.com (الإنجليزية)
- حمزة زكار على موقع عالم كرة القدم.نت (الإنجليزية)